# Protoneura calverti
Protoneura calverti är en trollsländeart som beskrevs av Williamson 1915. Protoneura calverti ingår i släktet Protoneura och familjen Protoneuridae. IUCN kategoriserar arten globalt som livskraftig. Inga underarter finns listade i Catalogue of Life.